# Big Brother Awards

Logo der Big Brother Awards

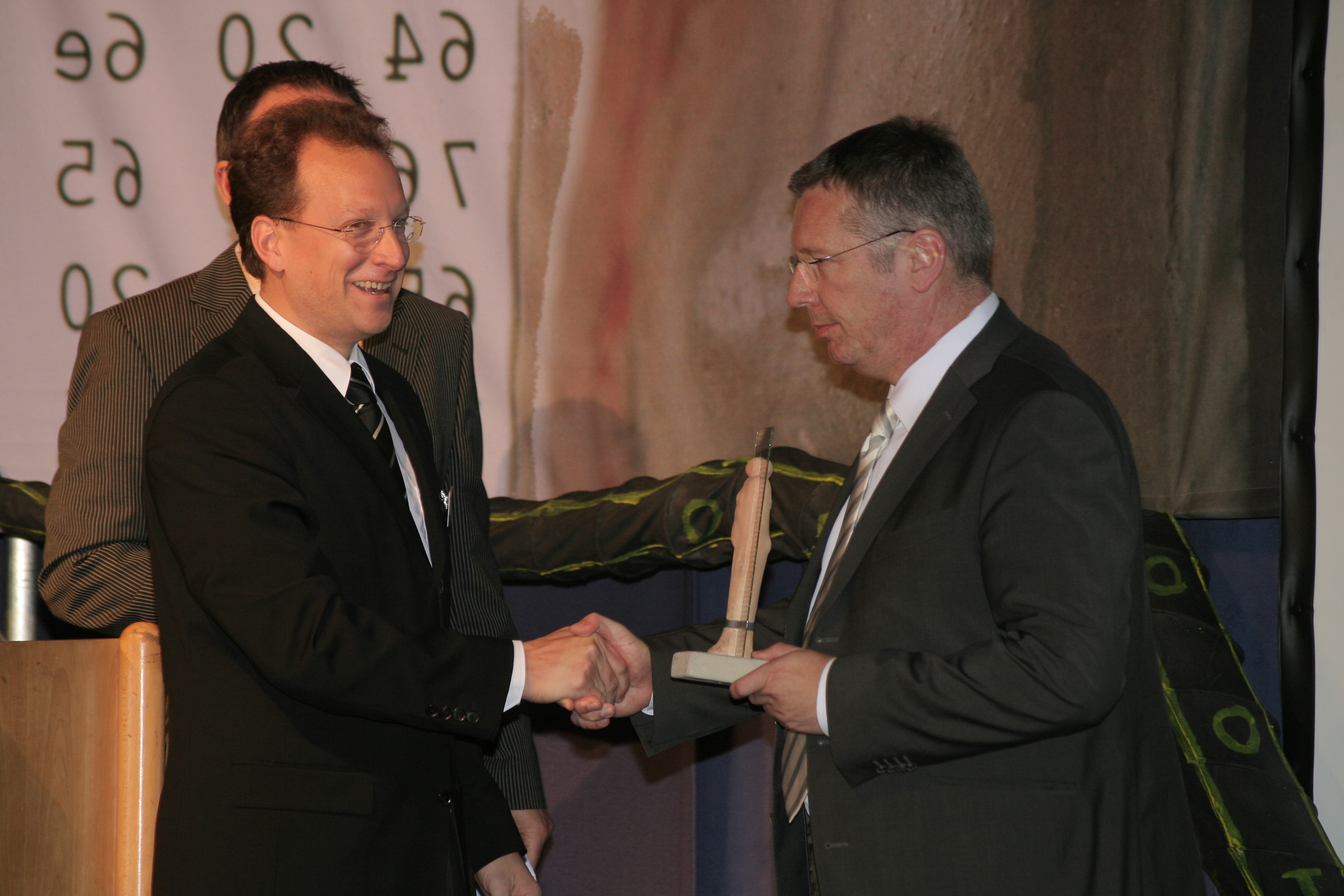
Der Datenschutzbeauftragte der Deutschen Telekom AG, Claus-Dieter Ulmer (r.), nimmt den Big Brother Award 2008 entgegen, überreicht durch Fredrik Roggan (l.), stellv. Vorsitzender der Humanistischen Union.

Die Big Brother Awards (Eigenschreibweise: BigBrotherAwards) sind Negativpreise, die jährlich in mehreren Ländern an Regierungen, Behörden, Unternehmen, Organisationen und Personen vergeben werden. Die Preise werden, so die Stifter, an die verliehen, die in besonderer Weise und nachhaltig die Privatsphäre von Personen beeinträchtigen oder Dritten persönliche Daten zugänglich gemacht haben oder machen. Entgegengenommen wurden die Preise 2002 durch Microsoft, 2005 durch Blizzard Entertainment, 2007 durch die PTV Planung Transport Verkehr AG, 2008 durch die Deutsche Telekom, 2011 durch Gert G. Wagner, den Vorsitzenden der Zensuskommission der Bundesregierung, sowie 2016 durch Change.org. Die Organisation vergibt auch einen Positivpreis, um Personen und Organisationen zu ehren, die sich für Datenschutz eingesetzt haben. In Österreich ist dies der Defensor Libertatis, erstmals vergeben 2005, in Deutschland der Julia-und-Winston-Award, erstmals vergeben 2014 und benannt nach den Hauptpersonen des Romans 1984.
Dieser Artikel listet die Preisträger in Deutschland, Österreich und der Schweiz auf. Die Big Brother Awards werden jeweils vor allem an Organisationen, Unternehmen und Personen im Inland vergeben, manchmal auch an internationale Unternehmen.
In autoritären Staaten, darunter China und Russland, werden keine Big Brother Awards vergeben.

## Zielsetzung
Die Preise sollen auf die Datenschutzproblematik aufmerksam machen und negative Entwicklungen aufzeigen. Der Name dieser Auszeichnung ist eine Anspielung auf die Figur des Großen Bruders (Big Brother) in George Orwells Roman 1984. Ins Leben gerufen wurden die Big Brother Awards 1998 von Privacy International. Sie wurden erstmals 1998 in Großbritannien verliehen, 1999 zum ersten Mal in Österreich und seit dem Jahr 2000 auch in Deutschland und in der Schweiz. 2003 gab es bereits in 14 verschiedenen Ländern Preisverleihungen von Big Brother Awards.
In Deutschland ist der Verein digitalcourage (vormals FoeBuD, Verein zur Förderung des öffentlichen bewegten und unbewegten Datenverkehrs) Stifter und Ausrichter des Negativpreises für Datenkraken. Der Jury gehören neben digitalcourage sechs weitere unabhängige Organisationen an: Chaos Computer Club e. V. (CCC), Deutsche Vereinigung für Datenschutz e. V. (DVD), Förderverein Informationstechnik und Gesellschaft e. V. (FITUG), Forum InformatikerInnen für Frieden und gesellschaftliche Verantwortung e. V. (FIfF), Humanistische Union e. V. (HU) sowie Internationale Liga für Menschenrechte (ILMR).

## Preisträger in deutschsprachigen Ländern

### Deutschland

#### 2000 bis 2009

##### 2000
| Kategorie               | Empfänger                                      | Begründung |
| ----------------------- | ---------------------------------------------- | --- |
| Business und Finanzen   | Loyalty Partner                                | Für ihre Payback-Karte                                                                                         |
| Politik                 | Eckart Werthebach, Innensenator Berlin         | Für die geplante Erweiterung der Telefonüberwachung und die geforderte Beschaffung von IMSI-Catchern           |
| Behörden und Verwaltung | Deutsche Bahn, vertreten durch Hartmut Mehdorn | Für die Videoüberwachung im Bereich der DB                                                                     |
| Kommunikation           | GMX                                            | Unzureichende Sicherung von E-Mails der Nutzer                                                                 |
| Lebenswerk              | Bundesverwaltungsamt                           | Für das Ausländerzentralregister                                                                               |
| Regional                | Stadtwerke Bielefeld Verkehr GmbH              | Für Zwangsbeschallung der Gäste ihrer Linienbusse                                                              |
| Szene                   | Apache Consortium                              | für die mangelhafte Beachtung von Belangen der Privatsphäre in der Standardkonfiguration des Apache Webservers |

##### 2001
| Kategorie             | Empfänger                                                    | Begründung |
| --------------------- | ------------------------------------------------------------ | --- |
| Politik (Hauptpreis)  | Otto Schily, Bundesminister des Innern                       | Für sein Eintreten gegen Bürgerrechte, Datenschutz und Informationelle Selbstbestimmung                                                |
| Business und Finanzen | Informa                                                      | Für die Bemühungen um Intensivierung und Automatisierung des sog. Scorings von Verbraucherinnen und Verbrauchern                       |
| Kommunikation         | Werner Müller, Bundesminister für Wirtschaft und Technologie | Für die Telekommunikations-Überwachungsverordnung (TKÜV)                                                                               |
| Arbeitswelt           | ProtectCom                                                   | Für ihr Überwachungsprodukt Spector.                                                                                                   |
| Technik / Szenepreis  | RealNetworks                                                 | für die hintergründige Datensammlung durch ihre Streaming-Media-Produkte                                                               |
| Regional              | Hans-Ehrenberg-Schule, Bielefeld                             | Für das Projekt „school-card“, das fahrlässig mit der Privatsphäre umgeht und Jugendliche an überwachten Konsum und Biometrie gewöhnt. |

##### 2002
| Kategorie               | Empfänger                             | Begründung |
| ----------------------- | ------------------------------------- | --- |
| Lifetime                | Microsoft                             | Vor allem für die Einführung des sog. Digital Rights Managements (DRM). Zum ersten Mal bei den deutschen Big Brother Awards war für diesen Preis ein Vertreter des Preisträgers zur Abholung bei der Verleihungsgala anwesend. |
| Arbeitswelt             | Bayer AG                              | Für die Praxis, Auszubildende vor der Einstellung einem Drogentest zu unterziehen |
| Regional                | Fritz Behrens, Innenminister NRW      | Der Versuch, mit zweifelhaften Methoden eine Novelle des Polizeigesetzes NRW zu lancieren |
| Verbraucherschutz       | Deutsche Post AG                      | Wegen des datenschutzwidrigen Umgangs mit Nachsendeanträgen |
| Politik                 | Volker Bouffier, Innenminister Hessen | Wegen der Wiederbelebung der gerichtlich gerügten Rasterfahndung |
| Kommunikation           | Deutscher Bundesrat                   | Der Bundesrat beschloss, Provider zur Vorratshaltung von Verbindungsdaten zum Zwecke polizeilicher Nutzung zu verpflichten |
| Technik                 | Toll Collect GmbH                     | Für die (Weiter-)Entwicklung von satellitengestützter Erhebung und zentraler Verarbeitung von Bewegungsdaten im Verkehrswesen                                                                                                  |
| Behörden und Verwaltung | Bundeskriminalamt                     | Für die Einführung dreier Präventivdatenbanken durch das Bundeskriminalamt (BKA) zur Speicherung von Personendaten |

##### 2003
| Kategorie         | Empfänger                                                         | Begründung                                                                                        |
| ----------------- | ----------------------------------------------------------------- | ------------------------------------------------------------------------------------------------- |
| Arbeitswelt       | Deutsche Post-Shop-GmbH                                           | Arbeitsverträge mit Agentur-Nehmern                                                               |
| Behörden          | Regierung der USA                                                 | Verpflichtung von Fluggesellschaften auf Gewährung von Zugriff auf Buchungsdaten aller Passagiere |
| Kommunikation     | T-Online International AG                                         | Speichern von IP-Adressen von Flatrate-Kunden                                                     |
| Lifetime-Award    | GEZ                                                               | Unermüdlicher Einsatz bei der Ermittlung von Schwarzsehern                                        |
| Politik           | Bundesländer Bayern, Niedersachsen, Rheinland-Pfalz und Thüringen | Verschärfung ihrer Landespolizeigesetze                                                           |
| Regional          | Ehrhart Körting                                                   | Fragwürdige Rechtfertigung der sogenannten „stillen SMS“ durch die Berliner Polizei               |
| Verbraucherschutz | Metro AG                                                          | Projekt Future Store                                                                              |

##### 2004
| Kategorie                      | Empfänger                | Begründung |
| ------------------------------ | ------------------------ | --- |
| Arbeitswelt                    | Lidl Stiftung GmbH & Co. | Die heimliche Videoüberwachung in einigen der deutschen Filialen; menstruierende Mitarbeiterinnen in Filialen in Tschechien wurden zum Tragen eines Stirnbands verpflichtet, damit sie die Toilette auch außerhalb der Pausen aufsuchen durften. |
| Behörden & Verwaltung          | Bundesagentur für Arbeit | Hartz 4, 16-seitige Antragsformulare für ALG 2 |
| Gesundheit & Soziales          | Ulla Schmidt             | GKV-Modernisierungsgesetz |
| Kommunikation                  | Armex GmbH               | Track Your Kid, Standortüberwachung per Handy |
| Politik                        | Brigitte Zypries         | Festhalten am Großen Lauschangriff als Mittel der Strafverfolgung |
| Regionalpreis                  | Nikolaus Risch           | Überwachung von Hörsälen und Rechnerräumen mit Videokameras an der Universität Paderborn |
| Technik                        | Canon Deutschland GmbH   | Einbetten einer unsichtbaren und einmaligen Geräte-Kennung in Farbkopien |
| Wirtschaft & Verbraucherschutz | Tchibo direct GmbH       | Weitergabe von Kundendaten |

##### 2005
| Kategorie             | Empfänger                                                                                               | Begründung |
| --------------------- | --- | --- |
| Lifetime (Lebenswerk) | Otto Schily, ehemaliger Bundesminister des Innern                                                       | „Undemokratische“ Einführung des biometrischen Reisepasses; Ausbau des deutschen und europäischen Überwachungssystems unter Vorwand von Sicherheit und Terrorbekämpfung |
| Wirtschaft            | Die Saatgut Treuhand Verwaltungs GmbH, vertreten durch Geschäftsführer Dirk Otten                       | Für Datensammlung über Bauern; Verklagen von mehreren tausend auskunftsunwilligen Landwirten; Beschaffung der Kundendaten von Genossenschaften und verdeckte Testeinkäufe bei Bauern. Die Bauern werden von der Saatgut Treuhand verdächtigt, Kartoffeln oder andere Feldfrüchte aus ihrer eigenen Ernte zur Aussaat im nächsten Jahr zu verwenden; für den Aufbau einer zentralen Kontrollstruktur zum Eintreiben der sogenannten Nachbaugebühren für die Saatgutindustrie. |
| Behörden & Verwaltung | Regierung des Landes Niedersachsen, vertreten durch den Ministerpräsidenten Christian Wulff             | Für die Zerschlagung der Datenschutzaufsicht in Niedersachsen, die ab 2006 dem niedersächsischen Innenministerium zugeordnet werden soll, und die damit verbundene Missachtung der Richtlinie 95/46/EG (Datenschutzrichtlinie), die eine völlige Unabhängigkeit der Datenschutzaufsicht fordert. |
| Kommunikation         | Generalstaatsanwaltschaft des Landes Schleswig-Holstein, vertreten durch Erhard Rex                     | Für die großflächige Fahndung nach Zeugen durch Handy-Ortung, die erste Funkzellen-Massenabfrage, sowie der Verweigerung der Einsicht in die zugehörigen Akten durch den Datenschützer des Landes Schleswig-Holstein. |
| Technik               | Videoüberwachung allerorten – diverse Kandidaten                                                        | Für die „schleichende Degradierung“ von Menschen zu „überwachten Objekten“ und der „Verharmlosung der Folgen von flächendeckender Überwachung“. |
| Verbraucherschutz     | WM-Organisationskomitee des DFBs, vertreten durch Franz Beckenbauer                                     | Für die „inquisitorischen“ Fragebögen zur Bestellung von WM-Tickets, für die geplante Weitergabe der Adressen an die FIFA und deren Sponsoren und für die Nutzung von RFID-„Schnüffelchips“ in den WM-Tickets. |
| Politik               | Der Hessische Innenminister, Volker Bouffier                                                            | Für das „präventive“ Orten und Abhören von Mobiltelefonen; für die DNA-Analyse bei Kindern unter 14 Jahren, die eine Straftat begangen haben, zu deren zukünftiger Strafverfolgung; für die Befugnis der hessischen Polizei, Kfz-Kennzeichen auch ohne Straftatverdacht zu scannen, und für den Einsatz von Videoüberwachung bei Personenkontrollen. |
| Regionalpreis         | Grundschule Ennigloh bei Bünde, sowie die Volksbank Bad Oeynhausen Herford eG und die Sparkasse Herford | Für die Weitergabe der Namen von Schulanfängern an diese Geldinstitute für Werbung ohne Einwilligung der Eltern. |

##### 2006
Die Verleihung fand am 20. Oktober 2006 in Bielefeld statt.
| Kategorie             | Empfänger | Begründung |
| --------------------- | --- | --- |
| Wirtschaft            | SWIFT, vertreten durch die deutschen SWIFT-Aufsichtsratsmitglieder Roland Böff (Senior Vice President, Unicredit Bank) und Wolfgang Gaertner (CIO, Deutsche Bank) | Für die Weitergabe internationaler Banktransaktionen an US-Behörden seit etwa fünf Jahren. Weil SWIFT auch seine innereuropäischen Daten zur Sicherung auf die Server von SWIFT-USA weitergibt, sind hiervon auch Transaktionen erfasst, die nicht mit Konten in den USA verbunden sind. |
| Politik I             | 4. Landtag von Mecklenburg-Vorpommern | Für die gesetzliche Erlaubnis zum verdachtsunabhängigen Abhören und zur Tonaufzeichnung an öffentlichen Plätzen, in Gebäuden und Verkehrsmitteln. |
| Politik II            | Innenministerkonferenz | Für ihren Beschluss vom 4. September 2006 für eine zentrale Antiterrordatei. Diese soll von der bundesdeutschen Polizei und allen 19 Geheimdiensten des Bundes und der Länder gefüllt und verwendet werden.                                                                              |
| Technik               | Philips, Abteilung Unterhaltungselektronik | Für die Implementierung von technischen Vorgängen und Eckdaten im Orange-Book-Standard (an dem Philips maßgeblich beteiligt war), um eine eindeutige Seriennummer in gebrannten CDs während des Brennvorganges zu hinterlassen.                                                          |
| Behörden & Verwaltung | Kultusministerkonferenz der Länder | Für das Vorhaben, für Schüler und Lehrer länderübergreifend schulstatistische Daten zentral zusammenzufassen und personenbezogen zu erheben, ohne die individuellen Bildungsdaten an feste Zwecke zu binden und vor Missbrauch und unberechtigtem Zugriff zu schützen.                   |
| Verbraucherschutz     | Gesamtverband der Deutschen Versicherungswirtschaft (GDV) | Für die Erstellung und Nutzung von Warn- und Hinweisdateien der Versicherungswirtschaft, mit denen Versicherungen umfangreiche Daten über z. B. Versicherte, Zeugen und Sachverständige ohne ausreichende rechtliche Grundlage und ohne Wissen der Betroffenen sammeln und austauschen.  |
| Publikumspreis        | Gesamtverband der Deutschen Versicherungswirtschaft | Siehe „Verbraucherschutz“ |

##### 2007
Die Verleihung fand am 12. Oktober 2007 in Bielefeld statt.
| Kategorie             | Empfänger | Begründung |
| --------------------- | --- | --- |
| Arbeitswelt           | Novartis | Für die Bespitzelung der eigenen Arbeitnehmer und die damit verbundene Verletzung grundlegender Persönlichkeitsrechte. |
| Regional              | Behörde für Bildung und Sport der Freien und Hansestadt Hamburg, vertreten durch Senatorin Alexandra Dinges-Dierig | Für die Einrichtung eines Schülerzentralregisters, mit dem auch ausländische Familien ohne Aufenthaltserlaubnis aufgespürt werden sollen. |
| Wirtschaft            | Deutsche Bahn AG                                                                                                   | Für das systematische Erschweren anonymen Reisens, etwa durch Automaten ohne Bargeldannahme, personalisierten Kauf im Internet, flächendeckende Videoüberwachung, Abfrage des Geburtsdatums und eines Bildes bei Bestellung der Bahncard, sowie Integrierung eines RFID-Chips in diese.       |
| Verbraucherschutz     | Marriott, Hyatt und InterContinental „stellvertretend für viele weitere“ internationale Hotelketten                | Für die Erfassung und Speicherung persönlicher Daten von Gästen, etwa Trink- und Essgewohnheiten, Pay-TV-Nutzung, Allergien, Kontaktadressen, Kreditkartendaten, Sonderwünsche und Beschwerden.                                                                                               |
| Technik               | PTV Planung Transport Verkehr AG                                                                                   | Für das Pay-as-you-drive-System, das Fahrtrouten und Fahrverhalten an die Kfz-Versicherung meldet. Nach der Verleihung nahm das Unternehmen ptv den Preis als kritische Anregung an und bekam die Preisskulptur im Juni 2008 im Rahmen einer Fachdiskussion zum Thema Datenschutz überreicht. |
| Politik               | Bundesfinanzminister Peer Steinbrück                                                                               | Für die Einführung einer lebenslangen Steuer-Identifikationsnummer für alle Einwohner Deutschlands. |
| Kommunikation         | Bundesjustizministerin Brigitte Zypries                                                                            | Für den Gesetzentwurf zur Vorratsdatenspeicherung, der das Volkszählungsurteil des Bundesverfassungsgerichts bewusst ignoriert. |
| Behörden & Verwaltung | Generalbundesanwältin Monika Harms                                                                                 | Für ihre Antiterror-Maßnahmen gegen Gegner des G8-Gipfels in Heiligendamm, insbesondere systematische Briefkontrollen in Hamburg und die Anordnung, bei Gipfelgegnern Körpergeruchsproben aufzunehmen.                                                                                        |
| Nicht-Preis           | Bundesinnenminister Wolfgang Schäuble                                                                              | Ausdrücklich keinen (Lifetime-)Award erhält Wolfgang Schäuble, da dieser durch seine Forderungen in der Sicherheitsdebatte, etwa nach Online-Durchsuchung, beachtliche Verdienste um das Datenschutzbewusstsein der Bürger vorzuweisen hat.                                                   |

##### 2008
Die Verleihung fand am 24. Oktober 2008 in Bielefeld statt.
| Kategorie                     | Empfänger                                                               | Begründung |
| ----------------------------- | ----------------------------------------------------------------------- | --- |
| Europa/EU                     | EU-Ministerrat                                                          | Für die vom Ministerrat verantwortete EU-Terrorliste. |
| Gesundheit und Soziales       | Deutsche Angestellten-Krankenkasse (DAK)                                | Für die unzulässige Weitergabe von Patientendaten 200.000 chronisch kranker Versicherter an ein Privatunternehmen. |
| Verbraucher I                 | Die Mitglieder des 16. Deutschen Bundestages                            | Für das Durchwinken mehrerer Gesetze, die eine Erhebung, langfristige Speicherung und Weitergabe von detaillierten Daten über Reisende erzwingen. |
| Arbeitswelt und Kommunikation | Deutsche Telekom AG                                                     | Für die illegale Nutzung von Telefonverbindungsdaten zur Bespitzelung von Telekom-Aufsichtsräten und Journalisten. Zum zweiten Mal bei den deutschen Big Brother Awards war für diesen Preis ein Vertreter des Preisträgers zur Abholung bei der Verleihungsgala anwesend. |
| Technik                       | Yello Strom AG                                                          | Für die Vorreiterrolle bei der Einführung der Digitalstrom-Technik für Privatkunden. |
| Politik                       | Bundesministerium für Wirtschaft und Technologie                        | Für die Verabschiedung des Gesetzes über das ELENA-Verfahren und die damit verbundene Zwangseinführung der elektronischen Signatur. |
| Verbraucher II                | Arbeitskreis Deutscher Markt- und Sozialforschungsinstitute e. V. (ADM) | Für die Empfehlung in einer Telefon-Richtlinie, Telefoninterviews bei Bedarf ohne Kenntnis der Gesprächspartner heimlich mitzuhören |

##### 2009
Die Verleihung der 10. Big Brother Awards fand am 16. Oktober 2009 in Bielefeld statt.
| Kategorie   | Empfänger                                                                                          | Begründung                                                                            |
| ----------- | -------------------------------------------------------------------------------------------------- | ------------------------------------------------------------------------------------- |
| Sport       | Berliner Organisationskomitee der Leichtathletik-Weltmeisterschaften 2009                          | Für das umfassende Überprüfen von Sportjournalisten mit Hilfe der Sicherheitsbehörden |
| Arbeitswelt | Claas Landmaschinen, stellvertretend für alle Unternehmen, die Mitarbeiterüberwachung praktizieren | Für das Ausstatten der produzierten Mähdrescher mit GPS-Ortungssystemen               |
| Politik     | Ursula von der Leyen                                                                               | Für das Vorantreiben des Zugangserschwerungsgesetzes                                  |
| Wirtschaft  | Firmen, die Überwachungstechnologie entwickeln                                                     |                                                                                       |
| Lebenswerk  | Wolfgang Schäuble                                                                                  | Für die Antiterrordatei, den Umbau des BKA, die Bundesabhörzentrale etc.              |

#### 2011 bis 2019

##### 2011
Die Verleihung der deutschen Big Brother Awards 2011 fand am 1. April 2011 wieder in Bielefeld statt. Bei der Verleihung wurde damit erstmals das gesamte vergangene Kalenderjahr berücksichtigt.
| Kategorie               | Empfänger                                                                         | Begründung |
| ----------------------- | --------------------------------------------------------------------------------- | --- |
| Politik                 | Der niedersächsische Innenminister Uwe Schünemann (CDU)                           | Unter seiner Amtsführung wurde eine Drohne für die Überwachung einer Demonstration eingesetzt und durch Geheimhaltung eine datenschutzrechtliche Überprüfung verhindert. |
| Arbeitswelt I           | Deutscher Zoll und damit das Bundesministerium der Finanzen                       | Für das Ansinnen an Unternehmen, die dort ein Zertifikat beantragen, die Daten ihrer Beschäftigten mit EU-Antiterrorlisten abzugleichen. |
| Arbeitswelt II          | Daimler AG                                                                        | Für die Praxis, von allen Bewerbern bis 2009 Bluttests zu verlangen. |
| Behörden und Verwaltung | Für das Statistische Bundesamt an den Leiter der Zensuskommission, Gert G. Wagner | Kritisiert wird nicht nur die Datenspeicherung an sich, sondern die Verknüpfung von Daten des Zensus 2011 mit jenen der Melderegister, der Bundesagentur für Arbeit und bundesbehördlicher Arbeitgeber. Wagner nahm den Preis als einziger persönlich entgegen und stellte sich der Kritik. |
| Kommunikation I         | Facebook Deutschland GmbH                                                         | Für die gezielte Ausforschung von Menschen und ihrer persönlichen Beziehungen. |
| Kommunikation II        | Apple GmbH, München                                                               | Wegen ihrer zweifelhaften Datenschutzrichtlinien. |
| Verbraucherschutz       | Starnberger Verlag für Wissen und Innovation                                      | Wegen eines Verstoßes gegen den Schutz von Schülerdaten. |
| Technik                 | Modelabel Peuterey                                                                | Für den Vertrieb von Kleidungsstücken mit versteckt unter einem Etikett eingenähtem RFID-Chip mit einer Warnung, dieses Etikett zu entfernen. |

##### 2012
Die Verleihung der deutschen Big Brother Awards 2012 fand am 13. April 2012 in Bielefeld statt.
| Kategorie               | Empfänger                                                                      | Begründung |
| ----------------------- | ------------------------------------------------------------------------------ | --- |
| Behörden und Verwaltung | Der Innenminister des Bundeslandes Sachsen Markus Ulbig (CDU)                  | Für 28 Funkzellenabfragen im Raum Dresden im Februar 2011. |
| Kommunikation           | Die Cloud                                                                      | Als Trend, Nutzerinnen und Nutzern die Kontrolle über ihre Daten zu entziehen. |
| Politik                 | Bundesinnenminister Hans-Peter Friedrich (CSU)                                 | Für die Einrichtung eines Cyber-Abwehrzentrums, für die Einrichtung eines Gemeinsamen Abwehrzentrums gegen Rechtsextremismus (GAR), in beiden Fällen am Parlament vorbei, sowie für den Plan, alsbald eine gemeinsame zentrale Verbunddatei „gewaltbezogener Rechtsextremismus“ zu errichten.                                              |
| Verbraucherschutz       | Blizzard Entertainment                                                         | Für diverse Datenschutzverletzungen bei ihren Online-Spielen (z. B. World of Warcraft), vor allem umfassende Protokollierungen, Computer-Scans und den Versuch eines Klarnamenszwangs. |
| Technik                 | Gamma Group, in Deutschland vertreten durch die Gamma International in München | Für ihre Überwachungs-Software FinFisher und den Verkauf von Software an Geheimdienste und staatliche Institutionen im In- und Ausland. |
| Arbeitswelt             | Bofrost                                                                        | Für die rechtswidrige Ausforschung von Daten auf einem Betriebsratscomputer und die Installation der Fernbedienungssoftware Ultra VNC ohne Zustimmung des Betriebsrats auf einem Computer eines anderen Betriebsrats. |
| Wirtschaft              | Brita GmbH                                                                     | Für ihre kostenpflichtigen Wasserspender in Schulen als Versuch, Übertechnisierung, Überwachung und Bevormundung schon im frühen Kindesalter zu etablieren und Leitungswasser zu einem teuren, exklusiven Lebensmittel zu machen, anstatt es Kindern in der Schule als allgemeine Gesundheitsvorsorge unbegrenzt zur Verfügung zu stellen. |

##### 2013
Die Verleihung der deutschen Big Brother Awards 2013 fand am 12. April 2013 in Bielefeld statt.
| Kategorie               | Empfänger                                      | Begründung |
| ----------------------- | ---------------------------------------------- | --- |
| Behörden und Verwaltung | Bundespolizei                                  | Für Polizeikontrollen, bei denen Personen aufgrund ihrer äußeren Merkmale (z. B. Hautfarbe, vermutete ethnische Zugehörigkeit, vermutete nationale Herkunft, vermutete Religion, Sprache) gezielt aus einer Menschenmenge herausgegriffen werden, um ohne Bezug auf konkretes verdächtiges Verhalten oder objektive Indizien als Verdachtsmomente ihre Personalien festzustellen. |
| Globales Datensammeln   | Google Inc.                                    | Für das Einsammeln von Echtzeit-Daten über alles und jeden unter Missachtung europäischen Rechts und die Nutzung seiner marktbeherrschenden Stellung, um die technokratische Ideologie eines allwissenden Supercomputers voranzutreiben. |
| Politik                 | Ministerpräsidenten der deutschen Bundesländer | Für die Einrichtung des ARD ZDF Deutschlandradio Beitragsservices. |
| Arbeitswelt             | Apple Retail Germany GmbH                      | Für die umfassende Videoüberwachung von Beschäftigten der Apple Stores in Deutschland (nicht nur Verkaufs- und Lagerräume werden flächendeckend und dauerhaft per Kamera überwacht) einschließlich der Pausenräume. |
| Wirtschaft              | Deutsche Post Adress GmbH und Co KG            | Für die Vermarktung von aus Post-Nachsendeanträgen gezogenen hochaktuellen Adress- und Umzugsdaten argloser Bürger an die Werbewirtschaft und Inkassounternehmen. |

##### 2014
Die Verleihung der deutschen Big Brother Awards 2014 fand am 11. April 2014 in Bielefeld statt.
| Kategorie                              | Empfänger                     | Begründung |
| -------------------------------------- | ----------------------------- | --- |
| Politik                                | Bundeskanzleramt              | 1. dafür, dass die bundesdeutschen Geheimdienste eng mit dem völker- und menschenrechtswidrig engagierten US-Geheimdienst NSA und anderen Diensten des „Echelon“-Geheimverbunds der „Five Eyes“ kooperieren, 2. dafür, dass der dem Bundeskanzleramt unterstehende Bundesnachrichtendienst (BND) und das Bundesamt für Verfassungsschutz an Überwachungsinstrumenten, Spähprogrammen und Infrastrukturen der NSA beteiligt sind (Globale Überwachungs- und Spionageaffäre#Deutschland) und 3. dafür, dass sowohl die alte als auch die neue Bundesregierung es sträflich unterlassen haben, mit Massenausforschung und Digitalspionage verbundene Straftaten, Verfassungs- und Bürgerrechtsverstöße abzuwehren und die Bundesbürger sowie von Wirtschaftsspionage betroffene Betriebe vor weiteren feindlichen Attacken zu schützen. |
| Verkehr                                | MeinFernbus                   | Das Berliner Unternehmen verlangt außer der Fahrkarte einen amtlichen Lichtbildausweis, um sich beim Einsteigen und weiteren Kontrollen jederzeit ausweisen zu können. Ein anonymes Reisen wird damit unmöglich gemacht. |
| Technik                                | Die Spione im Auto            | Gesammelt werden durch elektronische Zusatzeinrichtungen neben Daten für Reparatur und Wartung zunehmend Daten wie gefahrene Strecken und Zeiten. Sie bieten damit die Möglichkeit, Bewegungsprofile zu erstellen. Dies gilt insbesondere, wenn sie direkt in eine Cloud übertragen werden. Dieser Big Brother Award ist aber auch in die Zukunft gerichtet: das geplante europäische Notrufsystem eCall muss beweisen, dass es datenschutzfreundlich umgesetzt ist. |
| Wirtschaft                             | Computer Sciences Corporation | Während sich die deutsche Tochtergesellschaft unter anderem am Staatstrojaner, dem Projekt De-Mail und dem nationalen Waffenregister beteiligt, steht die US-amerikanische Muttergesellschaft in enger Verbindung zu den dortigen Geheimdiensten NSA und CIA. |
| Neusprech                              | Metadaten                     | Sicherheitspolitiker nutzen den Ausdruck nach wie vor, um Datenspeicherungen zu verharmlosen, weil diese nicht die eigentlichen Inhalte etwa einer E-Mail sind. Tatsächlich aber gibt schon die Analyse der Metadaten den Experten erstaunlich viel über die überwachten Aktionen und Personen preis. |
| Arbeitswelt                            | RWE Vertrieb AG               | Für den Einsatz einer Überwachungssoftware von Verint Systems bei Mitarbeitern von Callcentern, die bei Subunternehmen beschäftigt waren. Mit diesem Programm können sowohl das Telefonat als auch Bildschirmaktionen aufgezeichnet werden, ohne dass die Mitarbeiter davon wissen. |
| Verbraucherschutz                      | LG Electronics                | Das südkoreanische Unternehmen verkauft Fernseher mit Internetanschluss, die der Firmenzentrale detaillierte Informationen über die betrachteten Programme und Zeiten übermitteln. |
| Julia-und-Winston-Award (Positivpreis) | Edward Snowden                | Der ehemalige Mitarbeiter amerikanischer Geheimdienste initiierte die Aufdeckung der globalen Überwachungs- und Spionageaffäre. |

##### 2015
Die Verleihung der fünfzehnten deutschen Big Brother Awards fand am 17. April 2015 in Bielefeld statt. Wie in den vorangegangenen Jahren wurden Vorschläge aus dem letzten Kalenderjahr berücksichtigt.
| Kategorie               | Empfänger                                   | Begründung |
| ----------------------- | ------------------------------------------- | --- |
| Technik                 | Hello Barbie                                | Die mit einem Award ausgezeichnete Puppe der Hersteller Mattel und Toytalk ist mit WLAN und Mikrofon ausgestattet. So kann sie Interaktionen mit den spielenden Kindern aufzeichnen und weitersenden, Eltern bekommen einen täglichen Bericht der „akustischen Überwachung im Kinderzimmer“. |
| Behörden und Verwaltung | Bundesnachrichtendienst                     | Der Bundesnachrichtendienst (BND) erhielt den Award für seine fortgesetzte enge Kooperation mit der National Security Agency (NSA) der Vereinigten Staaten und für die massenhafte Sammlung und Übermittlung von Telekommunikationsdaten. Dies ist die erste Auszeichnung des BND bei den Big Brother Awards. |
| Wirtschaft              | Amazon Mechanical Turk und Elance-oDesk     | Mechanical Turk und Elance-oDesk sind Crowdworking-Plattformen im Internet, von Amazon.com betrieben. Neben der Kritik an den vom bestehenden Arbeitsrecht losgelösten Beschäftigungsformen, die mit solchen Plattformen einhergehen, erfahren die Amazon-Unternehmungen besonderen Tadel für die Überwachung von Tastenanschlägen und Mausbewegungen der „digitalen Tagelöhner“ durch eine sogenannte Team-App. |
| Arbeitswelt             | Amazon Logistik                             | Die Logistik-Töchter von Amazon.com in Bad Hersfeld und Koblenz verwenden in ihren Arbeitsverträgen Klauseln, die Persönlichkeitsrechte der Arbeitskräfte in puncto Datenschutz verletzen, z. B. dürfen Gesundheitsdaten zur Verarbeitung zum Mutterkonzern in die Vereinigten Staaten übermittelt werden. Verstoß gegen geltendes Arbeitsrecht ist die Verweigerung freier Arztwahl und die Entbindung der Ärzte von der Schweigepflicht, die Bewerber unterschreiben müssten. |
| Neusprech               | „Digitale Spurensicherung“                  | Die Wortschöpfung der „digitalen Spurensicherung“ wird im Kontext der geplanten neuerlichen Einführung der Vorratsdatenspeicherung verwendet, um bei der Bürgerschaft Akzeptanz für das Vorhaben zu wecken. |
| Verbraucherschutz       | Bundesministerium für Gesundheit            | Dem Bundesministerium für Gesundheit, vertreten durch Hermann Gröhe, wurde ein Award gewidmet für die Förderung von E-Health-Projekten. Diese, so die Laudatio, gefährden nicht nur durch die Sammlung und potenzielle Übermittlung von Patientendaten die Vertraulichkeit zwischen Arzt und Patient, sondern sind eingebettet in ein System, das Gesundheit vor allem als einen milliardenschweren Markt begreift und behandelt. Die elektronische Gesundheitskarte als Teil dieser Projekte ist im Rahmen des GKV-Modernisierungsgesetz schon 2004 und damit weit vor ihrer tatsächlichen Einführung im Jahr 2011 auf dem Radar der Big Brother Awards aufgetaucht. |
| Politik                 | Thomas de Maizière und Hans-Peter Friedrich | Der 2014 amtierende sowie der ihm vorgehende Bundesinnenminister erhielten einen gemeinsamen Award für ihre „systematische und grundlegende Sabotage“ einer europäischen Datenschutzgrundverordnung, die eine Chance geboten hätte, das vergleichsweise hohe Niveau des Datenschutzes in Deutschland als europäischen Standard zu etablieren. |

##### 2016
Die Verleihung der sechzehnten deutschen Big Brother Awards fand am 22. April 2016 in Bielefeld statt.
| Kategorie         | Empfänger                                                                                    | Begründung |
| ----------------- | -------------------------------------------------------------------------------------------- | --- |
| Lebenswerk        | Verfassungsschutz (Bundesamt für Verfassungsschutz und Landesbehörden für Verfassungsschutz) | Der Verfassungsschutz, erhielt den Big Brother Award 2016 in der Kategorie Lebenswerk, für unkontrolliertes Bespitzeln, Unterwandern, Täuschen und Vertuschen. |
| Verbraucherschutz | Generali-Versicherung                                                                        | Die Generali Versicherung, vertreten durch ihren Vorstandsvorsitzenden Giovanni Liverani, erhält den Big Brother Award 2016 in der Kategorie Verbraucherschutz, weil Generali ihren Versicherten Boni verspricht, wenn sie sich im Gegenzug dafür überwachen lassen.                |
| Wirtschaft        | Change.org                                                                                   | Die Kampagnenplattform Change.org erhält den Big Brother Award 2016 in der Kategorie Wirtschaft, weil sie die personenbezogenen Daten der Menschen, die Petitionen unterzeichnet haben, in vielfältiger und nicht transparenter Art und Weise für eigene Geschäftszwecke verwendet. |
| Technik           | Berliner Verkehrsbetriebe (BVG)                                                              | Die Berliner Verkehrsbetriebe (BVG) erhalten den Big Brother Award 2016 in der Kategorie Technik für die VBB Fahrcard, eine kontaktlose Chipkarte, auch eTicket genannt. |
| Arbeitswelt       | IBM Deutschland GmbH                                                                         | Die IBM Deutschland GmbH erhält den Big Brother Award 2016 in der Kategorie Arbeitswelt für ihre Software „Social Dashboard“, ein Punktesystem zur Analyse der „sozialen Reputation“ seiner Mitarbeiter.                                                                            |
| Neusprech         | „Datenreichtum“                                                                              | Das Gegenteil zur Datensparsamkeit. Geburtshilfe leistete wahrscheinlich der Begriff „Big Data“, für das eine deutsche Übersetzung zuvor fehlte. |
| Lobende Erwähnung | Jan Philipp Albrecht und Team                                                                | Jan Philipp Albrecht ist EU-Politiker, der den Datenschutz deutlich voranbringt. |

##### 2017
Die Verleihung der siebzehnten deutschen Big Brother Awards fand am 5. Mai 2017 in Bielefeld statt.
Große Resonanz in der Presseberichterstattung zur Preisvergabe erhielt vor allem der Award in der Kategorie „Politik“ für die DİTİB, den Verband von Moscheegemeinden in Deutschland unter türkischer Regierungsführung. Bei der DİTİB tätige Imame, so die Laudatio, hätten Mitglieder und Besucher umfangreich überwacht, der Verband übernehme jedoch keine Verantwortung für diese Ausspionierung. Er erkläre die Vorgänge unzulässiger Weise für intern, stelle sich nicht der öffentlichen Kritik und habe die Affäre vorschnell für erledigt erklärt. Um die Grundrechte der Gläubigen zu schützen, so die Laudatio weiter, müssten die zuständigen deutschen Behörden diese Spionagetätigkeiten umfassend aufklären und ohne diplomatische Rücksicht strafrechtlich verfolgen.
In einem Schreiben an Digitalcourage verwahrte sich die DİTİB schon im Vorfeld der Verleihung gegen die Kritik. Außerdem drohte er dem Verein mit rechtlichen Schritten wegen übler Nachrede.
| Kategorie            | Empfänger | Begründung |
| -------------------- | --- | --- |
| Arbeit               | PLT – Planung für Logistik Transport GmbH | „… weil sie mit dem PLT Personal-Tracker ein Gerät anbietet, dass eine ‚minutengenaue‘ und ‚unterbrechungsfreie Spurenverfolgung‘ von Außendienstmitarbeiterinnen und -mitarbeitern ermöglicht. Dies führt zu einer lückenlosen Totalkontrolle der Beschäftigten, die dieses Gerät bei sich tragen müssen.“ |
| Wirtschaft           | Bitkom | „Der IT-Branchenverband erhält diesen BigBrotherAward für sein unkritisches Promoten von Big Data, seine penetrante Lobbyarbeit gegen Datenschutz und weil er de facto eine Tarnorganisation großer US-Konzerne ist, die bei Bitkom das Sagen haben.“                                                       |
| Politik              | DİTİB | „… weil bei der DİTİB tätige Imame für türkische Behörden und den Geheimdienst MİT ihre Mitglieder und Besucher ausgehorcht und sie so der Verfolgung durch türkisch-staatliche Stellen ausgeliefert haben sollen.“                                                                                         |
| Bildung              | Technische Universität München und Ludwig-Maximilians-Universität München                                                                                | „… für die Kooperation mit dem Online-Kurs-Anbieter Coursera.“ |
| Behörden             | Die Bundeswehr und die Bundesministerin für Verteidigung, Ursula von der Leyen (CDU)                                                                     | Für die Einrichtung des „Kommando Cyber- und Informationsraum“ (KdoCIR). |
| Verbraucherschutz    | Jens Scholz, Vorstand der Prudsys AG, Chemnitz | „… für Ihre Software zur Preisdiskriminierung, also für Beihilfe zur Preistreiberei und Verbreitung sozialen Unfriedens.“ |
| Tadelnde Erwähnungen | Öffentlich-rechtliche Medien, Unberechtigte Ausweiskopien, BlaBlaCar und Immobilienscout24, Die Europäische Kommission, WhatsApp, WordPress/Google Fonts | [ 18 ] |

##### 2018
Die Verleihung der 18. deutschen Big Brother Awards fand am 20. April 2018 im Stadttheater Bielefeld statt.
| Kategorie         | Empfänger | Begründung |
| ----------------- | --- | --- |
| Arbeitswelt       | Soma Analytics | „... für ihre Bemühungen, die Gesundheits-App „Kelaa“ bei Beschäftigten und das zugehörige Kelaa Dashboard in Personalabteilungen von Firmen zu platzieren“                                                                              |
| PR & Marketing    | Konzept der „Smart City“ | Eine „Smart City“ ist die perfekte Verbindung des totalitären Überwachungsstaates aus George Orwells „1984“ und den normierten, nur scheinbar freien Konsumenten in Aldous Huxleys „Schöne Neue Welt“.                                   |
| Technik           | Microsoft Deutschland | für die kaum deaktivierbare Telemetrie (Übermittlung von Diagnose-Daten) in „Windows 10“ |
| Verwaltung        | Cevisio Software und Systeme GmbH | für ihre Software „Cevisio QMM“ (Quartiermanagement), die in Zusammenarbeit mit dem Deutschen Roten Kreuz speziell für Flüchtlingsunterkünfte entwickelt wurde                                                                           |
| Verbraucherschutz | Amazon Alexa | eine Abhörschnittstelle, die sich zum Beispiel als Wecker tarnt, aber ein allwissender Butler in fremden Diensten ist, der sich von mir höchstpersönlich ins Schlafzimmer tragen und an das weltweite Überwachungsnetz anschließen lässt |
| Politik           | Fraktionen von CDU und Grünen im Hessischen Landtag | für ihr geplantes neues Verfassungsschutzgesetz und für die geplante Novellierung des hessischen Polizeigesetzes |
| Publikumspreis    | Das Publikum im Stadttheater Bielefeld wählte den Preisträger der Kategorie Politik als denjenigen aus, der sie besonders „beeindruckt, erstaunt, erschüttert, empört, …“ hatte. | |

##### 2019
Die Verleihung der 19. deutschen Big Brother Awards fand am 8. Juni 2019 in Bielefeld statt.
| Kategorie         | Empfänger                                                                                  | Begründung |
| ----------------- | ------------------------------------------------------------------------------------------ | --- |
| Behörden          | Peter Beuth                                                                                | für die Anschaffung und den Einsatz einer Analysesoftware der CIA-nahen US-Firma Palantir, die auf diese Weise Zugang zum höchst sensiblen Datennetz der hessischen Polizei erhält. |
| Biotechnik        | Ancestry.com                                                                               | weil sie Menschen mit Interesse an Familienforschung dazu verleitet, ihre Speichelproben einzusenden. Ancestry verkauft die Gendaten an die kommerzielle Pharmaforschung, ermöglicht verdeckte Vaterschaftstest und schafft die Datengrundlage für polizeiliche genetische Rasterungen. |
| Technik           | „Technical Committee CYBER“ des Europäischen Instituts für Telekommunikationsnormen (ETSI) | für den Versuch, den neuen technischen Standard für die Verschlüsselung im Internet mit einer Sollbruchstelle auszustatten |
| Verbraucherschutz | Zeit Online                                                                                | für Werbetracker und den Facebook-Pixel, für die Nutzung von Google-Diensten beim Projekt „Deutschland spricht“ und für die Finanzierung des Nachfolgeprojekts von „Deutschland spricht“ durch Google. Der Preis wurde durch Jochen Wegener persönlich entgegengenommen. Die Begründung der Verleihung wurde von Zeit Online als stellenweise sachlich falsch kritisiert, was zu einer kritischen Reflexion der Vergabe durch die Jury führte. |
| Kommunikation     | Precire Technologies GmbH                                                                  | für ihre Sprachanalyse-Software. Precire wird nicht nur zur Vorauswahl von Bewerberinnen eingesetzt, sondern auch für Emotionsanalyse von Menschen, die eine Hotline anrufen. |

#### Seit 2020

##### 2020
Die Verleihung der 20. deutschen Big Brother Awards war ursprünglich für den 30. April 2020 in Bielefeld geplant. Sie musste auf Grund der COVID-19-Pandemie und eines damit verbundenen Verbots aller öffentlichen Veranstaltungen durch die Stadt Bielefeld auf den 18. September 2020 verschoben werden.
| Kategorie               | Empfänger                                        | Begründung |
| ----------------------- | ------------------------------------------------ | --- |
| Mobilität               | Tesla Inc.                                       | für die Überwachung von Innenraum und Umgebung des Autos durch Kameras und Sensoren                                                                                             |
| Behörden und Verwaltung | Innenministerium Brandenburg                     | für das dauerhafte Speichern von Autokennzeichen |
| Bildung                 | BrainCo und Leibniz-Wissenschaftscampus Tübingen | für EEG-Scanner, mit deren Hilfe Gehirnströme von Schülern gemessen werden sollen, um deren Konzentrationsgrad zu ermitteln und diesen dann Lehrern durch Stirnbänder zu zeigen |
| Politik                 | Bundesregierung                                  | für ihre rechtliche und politische Mitverantwortung für den völkerrechtswidrigen US-Drohnenkrieg mittels der Ramstein Air Base                                                  |
| Digitalisierung         | Bildungsministerium Baden-Württemberg            | für die Zusammenarbeit bei der Digitalen Bildungsplattform des Landes mit Microsoft, Gewinner zahlreicher Big Brother Awards                                                    |
| Arbeitswelt             | H&M                                              | für jahrelange, hinterhältige und rechtswidrige Verarbeitung von Beschäftigtendaten im H&M-Kundencenter in Nürnberg                                                             |
| Geschichtsvergessenheit | Innenministerkonferenz                           | für die Pläne, die Steuer-ID zu einer zentralen Personenkennziffer auszubauen                                                                                                   |

##### 2021
Die Verleihung der 21. deutschen Big Brother Awards fand am 11. Juni 2021 in Bielefeld statt. Die Verleihung musste durch die anhaltende Pandemiesituation online mit nur wenig Publikum durchgeführt werden. Neu waren die Kategorien Public intellectual sowie „Was mich wirklich wütend macht“. Das langjährige Jury-Mitglied Rolf Gössner wurde aus eigenem persönlichen Wunsch hin verabschiedet.
| Kategorie                        | Empfänger              | Begründung |
| -------------------------------- | ---------------------- | --- |
| Verkehr                          | Europäische Kommission | für die Einführung des „On-Board Fuel Consumption Meter“ (OBFCM) |
| Bildung                          | Proctorio GmbH         | für ihre KI-basierte Prüfungssoftware, die auch Proctorio heißt. |
| Public Intellectual              | Julian Nida-Rümelin    | für seine öffentlich mehrfach geäußerte unhaltbare Behauptung, dass „der Datenschutz“ die Bekämpfung von Corona erschwere und Tausende von Toten zu verantworten habe. |
| „Was mich wirklich wütend macht“ | Google                 | unter anderem für benutzerdatenfeindliche Cookie-Bannergestaltung, Einführung von „dark patterns“, „Project Bernanke“ und FLoC                                         |
| Gesundheit                       | Doctolib GmbH          | für ihr Terminvermittlungsportal für Ärzte mit Datenverarbeitung unter Missachtung der ärztlichen Vertraulichkeit                                                      |

##### 2022
Die Verleihung der 22. deutschen Big Brother Awards fand am 29. April 2022 in Bielefeld statt. Nach der vorjährigen Einschränkung des Live-Publikums aus Infektionsschutzgründen fand die Verleihung wieder vor Ort sowie auf dezentralen Streamingorten in mehreren deutschen Städten statt. Den Publikumspreis erhielt die Preisträgerin in der Kategorie Lebenswerk. Für den Preisträger der Kategorie Arbeitswelt nahm der Betriebsratsvorsitzende die Auszeichnung entgegen.
| Kategorie               | Empfänger                        | Begründung der Jury |
| ----------------------- | -------------------------------- | --- |
| Behörden und Verwaltung | Bundeskriminalamt                | für die Art, wie personenbezogenen Daten in Dateien abgespeichert und genutzt werden.                                                                                               |
| Technik                 | Bundesdruckerei                  | für die unsinnige Verwendung und Beförderung von Blockchain-Technik, welche nicht nur energiefressend ist, sondern auch Konsequenzen für den Datenschutz haben kann.                |
| Lebenswerk              | Irische Datenschutzbehörde (DPC) | für ihre dauerhafte Sabotage von Bemühungen, europäisches Datenschutzrecht durchzusetzen.                                                                                           |
| Arbeitswelt             | Lieferando                       | für die unzulässige Totalkontrolle ihrer beschäftigten „Rider“. |
| Verbraucherschutz       | Klarna                           | für eine intransparente Bündelung von Daten und Macht als Shopping-Service, Zahlungsdienstleister, Preisvergleichsportal, persönlicher Finanzmanager, Bonitätskontrolleur und Bank. |

##### 2023
Die Verleihung der 23. deutschen Big Brother Awards fanden am 28. April 2023 erneut in der Bielefelder Hechelei statt. Die Preisverleihungen wurden wieder dezentral gestreamt.
| Kategorie               | Empfänger                                                                                             | Begründung der Jury |
| ----------------------- | --- | --- |
| Behörden und Verwaltung | Bundesfinanzministerium                                                                               | für das seit dem 1. Januar 2023 geltende Plattformen-Steuertransparenzgesetz (PStTG). |
| Finanzen                | finleap connect GmbH                                                                                  | für den andauernden Versand von Kontowechsel-Briefen an falsche Empfänger. |
| Kommunikation           | Zoom Video Communications, Inc. sowie NGOs und Personen, die den Dienst wider besseres Wissen nutzen. | für die Behauptung, DSGVO-konform zu sein, aber als US-Unternehmen Daten an Geheimdienste weiterleiten zu müssen, sowie für alle Gruppen, insbesondere Menschenrechts-, Umwelt- und Klimaorganisationen, die Zoom einsetzen und damit ihre Teilnehmenden der Überwachung preisgeben, obwohl es freie und datenschutzfreundliche Alternativen gibt. |
| Lebenswerk              | Microsoft (zum zweiten Mal seit 2002)                                                                 | dafür, dass es mit ihrer Marktmacht Menschen, Unternehmen und Behörden zwingt, bei deren digitalen Aktivitäten dauernd Daten in die USA zu übermitteln und sich dadurch in Echtzeit überwachbar zu machen. |
| Verbraucherschutz       | Deutsche Post DHL Group (zum zweiten Mal seit 2002)                                                   | für praktizierten „Digitalzwang“, welcher die Kundschaft zwingt, durch die Umstellung der Funktionsweise der Packstationen ein Smartphone mit der zugehörigen App zu benutzen, die überdies ungefragt Daten an Tracking-Unternehmen sendet. |

##### 2024
Die Verleihung der 24. deutschen Big Brother Awards fand am 11. Oktober 2024 ebenfalls in der Bielefelder Hechelei statt. Ebenso gab es einen Livestream.
| Kategorie               | Empfänger                                                                     | Begründung der Jury |
| ----------------------- | ----------------------------------------------------------------------------- | --- |
| Gesundheit und Soziales | Bundesgesundheitsminister Karl Lauterbach                                     | für den von ihm mit verantworteten Europäischen Gesundheitsdatenraum, neudeutsch European Health Data Space und dessen nationale Umsetzung, das Gesundheitsdatennutzungsgesetz.                                             |
| Behörden und Verwaltung | Polizei Sachsen, vertreten durch den sächsischen Innenminister Armin Schuster | für ihr videogestütztes Personen-Identifikations-System |
| Verbraucherschutz       | Temu und Shein                                                                | für die maximale Begrenzung oder den vollständigen Ausschluss der Rechte von Nutzern und Kunden durch Datenschutzrichtlinien und Allgemeine Geschäftsbedingungen.                                                           |
| Mobilität               | Deutsche Bahn AG                                                              | für den Versuch, unüberwachtes Bahnfahren unmöglich zu machen. |
| Trend                   | Technikpaternalismus                                                          | für die Bevormundung, Gängelung und das Nerven durch Besserwisserei durch Technik, die den Menschen Entscheidungen abnimmt, ihn lückenlos überwacht und keinerlei Abweichungen, Ausnahmen oder gar Individualismus erlaubt. |

### Österreich

#### 1999 bis 2009

##### 1999
| Kategorie                   | Empfänger                         | Begründung |
| --------------------------- | --------------------------------- | --- |
| Business und Finanzen       | Kreditschutzverband von 1870      | für die laufende Publikation von unklaren und veralteten Wirtschafts- und Schuldnerdaten                                                                                             |
| Politik                     | österreichische EU-Parlamentarier | für die Zustimmung zu den sogenannten ENFOPOL-Abhörinitiativen |
| Behörden und Verwaltung     | Statistik Austria                 | Verantwortlicher Karl Isamberth für die geplante Volkszählung 2001, die gleichzeitig einem Abgleich mit dem Melderegister und der Einführung eines Personenkennzeichens dienen soll. |
| Kommunikation und Marketing | Schober Direct Marketing          | Bietet für über 5 Millionen österreichische Individuen jeweils bis zu 50 zusätzliche personenbezogene Informationen an.                                                              |
| Lifetime Achievement        | Innenminister Karl Schlögl        | Für eine Amtszeit, während der Grundrechte wie Schutz der Privatsphäre, Schutz der persönlichen Daten, Redaktionsgeheimnis permanent in Frage gestellt wurden.                       |
| People’s choice             | -                                 | - |

##### 2000
| Kategorie                   | Empfänger                                  | Begründung |
| --------------------------- | ------------------------------------------ | --- |
| Business und Finanzen       | Saturn, Wien                               | Das Bezahlen mit der Bankomatkarte bedeutet für Saturn eine „unwiderrufliche“ Einwilligung zur Weitergabe persönlicher Daten                                             |
| Politik                     | Aktion Unabhängiger und Freiheitlicher     | - |
| Behörden und Verwaltung     | ‚Helmi‘ – der anonyme Polizeispitzel       | Selbst wegen Drogendelikten vorbestraft und immer nur maskiert vor Gericht auftretend, erzählt immer genau das, was die Polizei hören will, und die Richter glauben ihm. |
| Kommunikation und Marketing | Arbeitsgruppe SEC LI (Lawful Interception) | Als ETSI-Arbeitsgruppe beschäftigt sie sich damit, Abhörstandards für alle digitalen Telekommunikationseinrichtungen zu entwickeln.                                      |
| Lifetime Achievement        | Dieter Böhmdorfer                          | Rechtsprechung als Großen Bruder gegen Kritik und freie Meinungsäußerung zu mobilisieren                                                                                 |
| People’s choice             | Die Freiheitliche Partei Österreichs       | Spitzelverdacht |

##### 2001
| Kategorie                   | Empfänger                                         | Begründung |
| --------------------------- | ------------------------------------------------- | --- |
| Business und Finanzen       | Ars Electronica                                   | Verharmlosung von Biometrie |
| Politik                     | Bürgermeister Gerhard Köfer (Spittal an der Drau) | Kopfgeldaktion & Bespitzelung |
| Behörden und Verwaltung     | Kripo-Chef Herwig Haidinger                       | großer Verfechter von Überwachungstechnologie und -schnittstellen direkt im Equipment der Telekom                                                                                               |
| Kommunikation und Marketing | Österreichische Post AG                           | Verkauf von Adressen und die enge Zusammenarbeit mit Direktmarketer, die Auskunftserteilung über Anschriften und die Benützung der Hausbrieffächer an Inkassobüros sowie Mitarbeiterüberwachung |
| Lifetime Achievement        | Karl Isamberth                                    | Mastermind hinter den sozial höchstsensiblen Großprojekten bei Volkszählungen und der Bildungsevidenz                                                                                           |
| People’s choice             | Peter Westenthaler                                | Fingerprint-Fantasien |

##### 2002
| Kategorie                   | Empfänger                                                       | Begründung |
| --------------------------- | --------------------------------------------------------------- | --- |
| Business und Finanzen       | UNIQA Krankenversicherung                                       | „Befreit“ alle Ärzte, Gesundheits- und Sozialeinrichtungen des Kunden von der beruflichen Schweigepflicht.                                                                             |
| Politik                     | Erich Haider, Landeshauptmann-Stellvertreter von Oberösterreich | Will sofort „ausgeklügeltes computergesteuertes Überwachungssystem“ in Betrieb nehmen                                                                                                  |
| Behörden und Verwaltung     | Innsbrucker Vizebürgermeister Eugen Sprenger                    | Beantragung von Sozialhilfe ermächtigt die örtliche Behörde sich von fast jeder erdenklichen Stelle intime Daten über das Leben des Antragstellers ohne weitere Erklärung zu besorgen. |
| Kommunikation und Marketing | Ratskammer Klagenfurt                                           | Beschloss nach einer Einbruchsserie, dass alle Handynetzbetreiber Kommunikationsdaten tausender Kunden übergeben mussten.                                                              |
| Lifetime Achievement        | Elisabeth Gehrer                                                | Bildungsevidenz |
| People’s choice             | Innenminister Ernst Strasser                                    | – |

##### 2003
| Kategorie | Empfänger                               | Begründung                                                                   |
| --- | --------------------------------------- | ---------------------------------------------------------------------------- |
| Business und Finanzen | Salzburger Lokalbetreiber am Rudolfskai | Forderung, Gäste durch die Stadt videoüberwachen zu lassen.                  |
| Politik | EU-Kommission und Janelly Fourtou       | IP-Enforcement Direktive                                                     |
| Behörden und Verwaltung | Europäisches Patentamt                  | Software- und Ideenpatente                                                   |
| Kommunikation und Marketing | Österreichische Post AG                 | Nachsendeauftrag führt automatisch zur Weitergabe der Daten an Werbeverlage. |
| Lifetime Achievement (umbenannt in Lebenslanges-Ärgernis-Elisabeth-Gehrer-Preis für die nachhaltigste Annäherung an die Romanvorlage 1984) | Elisabeth Gehrer                        | Bildungsevidenz                                                              |
| People’s choice | Herold GmbH                             | Tiefendaten-CD                                                               |

##### 2004
| Kategorie | Empfänger                                                              | Begründung |
| --- | ---------------------------------------------------------------------- | --- |
| Business und Finanzen | Disco WON, Graz                                                        | Installierung von Überwachungstechnologien in der Disko                                                              |
| Politik | EU-Innen- und Justizminister von Schweden, Frankreich, Irland, England | Richtlinien-Vorschlag zu „Data Retention“                                                                            |
| Behörden und Verwaltung | Wiener Amtsärzte, stellvertretend für alle anderen Amtsärzte           | Verletzung der ärztlichen Schweigepflicht                                                                            |
| Kommunikation und Marketing | Hutchison Drei Austria -„3“                                            | Friendfinder-Funktion (Geo-Dienst), Standortüberwachung per Mobiltelefon                                             |
| Lifetime Achievement (umbenannt in Lebenslanges-Ärgernis-Elisabeth-Gehrer-Preis für die nachhaltigste Annäherung an die Romanvorlage 1984) | Elisabeth Gehrer                                                       | Bildungsevidenz |
| People’s Choice | Linz Strom GmbH                                                        | Die PR-Politik des Unternehmens im Zusammenhang mit festgestellten Funkstörungen bei der von ihr verwendeten Technik |

##### 2005
Die Verleihung fand am 25. Oktober 2005 im Wiener Rabenhof Theater statt.
| Kategorie                         | Empfänger                     | Begründung |
| --------------------------------- | ----------------------------- | --- |
| Business und Finanzen             | Assa, Graz                    | Fingerabdrücke und DNA der Mitarbeiter |
| Politik                           | Ministerin Maria Rauch-Kallat | Die „Vorsorgeuntersuchung Neu“ verpflichtet Ärzte Details über die Untersuchung oder Alkoholkonsumverhalten personenbezogen und computerverwertbar an die Sozialversicherungen weiterzuleiten. |
| Behörden und Verwaltung           | die österreichischen Richter  | Die Zahl der Rufdatenerfassung steigt um 438 % ohne entsprechende Kontrolle |
| Kommunikation und Marketing       | Blizzard Entertainment        | Online-Rollenspiel World of Warcraft für strategisches Vorgehen gegen die Kunden |
| Lebenslanges Ärgernis             | Das zentrale Melderegister    | |
| People’s Choice                   | Wiener Linien                 | Wegen „populistischer“ Überwachungspolitik mit Kameraüberwachung |
| Positiv-Preis Defensor Libertatis | Europäisches Parlament        | Ablehnung für den Entwurf zur Patentierbarkeit von Software und gegen die Weitergabe von Flugdaten an die USA                                                                                  |

##### 2006
Die Verleihung fand am 25. Oktober 2006 im Wiener Rabenhof Theater statt.
| Kategorie                         | Empfänger                                                                                                  | Begründung |
| --------------------------------- | --- | --- |
| Business und Finanzen             | SWIFT, vertreten durch das österreichische SWIFT-Aufsichtsratsmitglied Günther Gall Raiffeisen Zentralbank | Günther Gall stellte seit 2001 seine Schweigepflicht als Aufsichtsrat der SWIFT über seine Pflichten als gesetzestreuer Bürger des Staates Österreich und verheimlichte den Transfer europäischer und österreichischer Bankdaten an US-Behörden und Geheimdienste.                                           |
| Politik                           | Innenministerin Liese Prokop (ÖVP)                                                                         | Im Vorwahlkampf war Innenministerin Liese Prokop (ÖVP) primär mit der öffentlichkeitswirksamen Installation polizeilicher Videoüberwachungsanlagen an mindestens elf Standorten in ganz Österreich und der Beschaffung von automatischen Kennzeichenlesegeräten für Autobahnen (Rasterfahndung) beschäftigt. |
| Behörden und Verwaltung           | HAK/HAS Grazbachgasse                                                                                      | Johann Janisch, EDV-Leiter der UNESCO-Schule HAK/HAS Grazbachgasse und zuständig für die Einführung der edu.card, beglückt seine Schüler mit Erfahrung einer totalen Verknüpfbarkeit von Zutrittskontroll-, Zahlungs-, Kopier-, Login- und Klassenbuchdaten.                                                 |
| Kommunikation                     | Chris Hibbert (Walt Disney TV Int)                                                                         | Chris Hibbert und andere Content-Produzenten nehmen Einfluss auf zukünftige technische Standards und machen sich besonders für die Einführung einer totalen Rechtekontrolle bis ins Wohnzimmer stark. |
| Lebenslanges-Ärgernis             | Jörg Haider                                                                                                | Unter Missachtung der höchsten österreichischen Judikatur und internationaler Verträge enthält Landeshauptmann Jörg Haider Minderheiten ihre wohlerworbenen Rechte vor. |
| Pro-Stupiditate                   | Brigitte Ederer                                                                                            | Seit Brigitte Ederer nicht mehr Politikerin ist, sondern als Chefin von Siemens Österreich biometrische Bevölkerungskontrolle propagiert, ist ihr der Begriff „Verantwortung“ abhandengekommen – dümmste Ausrede, fand die Jury.                                                                             |
| Volkswahl                         | SWIFT | Beim Publikum hinterließ die SWIFT-Affäre den stärksten Eindruck. Günther Gall und SWIFT erhielten fast doppelt so viele Stimmen wie die Überwachungsanfälle der ÖBB und die UNIQA GPS-Autoversicherung. |
| Positiv-Award Defensor Libertatis | Hans Zeger                                                                                                 | Der Obmann der ARGE Daten thematisiert seit 1983 Datenschutz in Österreich. |

##### 2007
Die Verleihung fand am 25. Oktober 2007 im Rabenhof Theater in Wien statt.
| Kategorie                         | Empfänger                                                 | Begründung |
| --------------------------------- | --------------------------------------------------------- | --- |
| Business und Finanzen             | Heinrich Frey, Taxi-Innung                                | Für die Bespitzelung der eigenen Arbeitnehmer und der Fahrgäste und die damit verbundene Verletzung grundlegender Persönlichkeitsrechte. |
| Politik                           | Claudia Schmied, Unterrichtsministerin (Preis ausgesetzt) | Schmied war für die Schaffung einer Bildungsdokumentationsdatei, die schulische Erfolge und „soziale Auffälligkeiten“ dokumentiert, ausgewählt worden. Der Preis in dieser Kategorie wurde in diesem Jahr aber nicht verliehen, da Schmied unmittelbar vor der Verleihung mögliche Änderungen im Gesetz ankündigte, die abgewartet werden müssen. Der Preis wird in Evidenz gehalten und kann auch nachträglich noch überreicht werden. |
| Behörden und Verwaltung           | Peter van der Arend, KPN                                  | Für die grenzenlose Rasterfahndung in Telefonnetzen im Rahmen von ETSI-Standards |
| Kommunikation & Marketing         | Anthony E. Zuiker, Autor von CSI: Den Tätern auf der Spur | Für die Aushebelung von Bürgerrechten als Unterhaltungsprogramm |
| Lebenslanges-Ärgernis             | Hans Dichand, Herausgeber der Kronen Zeitung              | Für ein Leben als Manipulator der Republik (Dichand steht zum Kampagnenjournalismus und nutzt die Reichweite seiner Tageszeitung, um Stimmungen zu erzeugen.) |
| Positiv-Award Defensor Libertatis | Karl Korinek, Präsident des Verfassungsgerichtshofs       | Für die Warnungen vor einem totalen Überwachungsstaat. |

##### 2008
Die Verleihung fand am 25. Oktober 2008 im Rabenhof Theater in Wien statt.
| Kategorie                          | Empfänger                        | Begründung |
| ---------------------------------- | -------------------------------- | --- |
| Business und Finanzen              | Bruno Wallnöfer, TIWAG           | Für den jahrelangen Versuch, den Publizisten Markus Wilhelm mit allen Mitteln zum Schweigen zu bringen.                                                         |
| Politik                            | Günter Kößl und Rudolf Parnigoni | Für die Novellierung des Sicherheitspolizeigesetzes, die der Polizei ohne richterliche Kontrolle gestattet, auf Handystandortdaten und IP-Adressen zuzugreifen. |
| Behörden und Verwaltung            | Daniela Strassl, Wiener Wohnen   | Für das Anbringen eines Barcodes mit versteckter Kundennummer auf 220.000 Fragebögen bei gleichzeitiger Zusicherung der Anonymität.                             |
| Kommunikation & Marketing          | UPC Austria                      | Für die automatische Umleitung von Webseiten zu einem amerikanischen Werbeanbieter.                                                                             |
| Lebenslanges-Ärgernis              | Österreichische Post             | Für den jahrelangen Handel mit Daten der eigenen Kunden. |
| Publikumspreis                     | Telekom Austria                  | Für die Weitergabe von Kundendaten an die Pornoindustrie. |
| Positivpreis „Defensor Libertatis“ | Meryem Marzouki                  | Als Kosmopolitin und Doyenne der Bürgerrechte im Informationszeitalter.                                                                                         |

##### 2009
Die Verleihung fand am 25. Oktober 2009 in Wien statt.
| Kategorie                   | Empfänger                                                                                  | Begründung                                           |
| --------------------------- | ------------------------------------------------------------------------------------------ | ---------------------------------------------------- |
| Business und Finanzen       | Clemens Steiner, Geschäftsführer Tiger Lacke                                               | Zufriedenheit durch Überwachung                      |
| Politik                     | Oberösterreichische Landtagsabgeordnete Gottfried Hirz, Maria Wageneder und Ulrike Schwarz | Internetsperrpopulismus                              |
| Behörden und Verwaltung     | Bundesministerium für Finanzen                                                             | Angabe der Sozialversicherungsnummer bei Spenden     |
| Kommunikation und Marketing | Russell E. List-Perry, Geschäftsführung 123people.at                                       | gefährliche Beliebigkeit bei personenbezogenen Daten |
| Publikumspreis              | Peter Klugar, ÖBB                                                                          | Krankenakten über Beschäftigte                       |

#### 2010 bis 2019

##### 2010
Die Verleihung fand am 25. Oktober 2010 im Rabenhof Theater in Wien statt.
| Kategorie                   | Empfänger                                          | Begründung                                                                   |
| --------------------------- | -------------------------------------------------- | ---------------------------------------------------------------------------- |
| Business und Finanzen       | Gudrun Höfner, Geschäftsführerin der Firma ITworks | Gemeine Datenabzapfung bei Langzeitarbeitslosen                              |
| Politik                     | Josef Pröll                                        | Transparenzdatenbank                                                         |
| Behörden und Verwaltung     | Staatsanwaltschaft Wien                            | Auslieferung von Journalisten an deutsche Kollegen ohne rechtliche Grundlage |
| Kommunikation und Marketing | Magenta Telekom                                    | keine Kostenerstattung bei unverlangt zugesendeten Mehrwert-SMS              |
| Publikumspreis              | Claudia Bandion-Ortner                             | Verschleppung von Strafverfahren                                             |
| Defensor Libertatis         | John Young                                         | Betreiben der Seite Cryptome.org                                             |

##### 2011
Die Verleihung fand am 25. Oktober 2011 im Rabenhof Theater in Wien statt.
| Kategorie                                   | Empfänger                                                                         | Begründung |
| ------------------------------------------- | --------------------------------------------------------------------------------- | --- |
| Business und Finanzen                       | Hannes Ametsreiter, Telekom Austria                                               | Gegner der Netzneutralität                                                                                               |
| Politik                                     | Johanna Mikl-Leitner (Innenministerin, ÖVP), Beatrix Karl (Justizministerin, ÖVP) | Durchsetzung von verschärften Polizeibefugnissen im Anschluss an die Anschläge in Norwegen 2011                          |
| Behörden und Verwaltung                     | Renate Christ, Leiterin der Sozialabteilung des Magistrats der Stadt Wien         | Weitergabe von Daten der Antragsteller der Mindestsicherung u. a. an Vermieter                                           |
| Kommunikation und Marketing                 | Wolfgang Fellner, Gratiszeitung Österreich                                        | Mediale Hinrichtung und Verletzung der Unschuldsvermutung eines 80-Jährigen, der für kurze Zeit in Untersuchungshaft war |
| Publikumspreis                              | Bundesamt für Verfassungsschutz und Terrorismusbekämpfung                         | u. a. illegaler Einsatz des Bundestrojaners, Observierung von Tierschützern und Studentenvertretern                      |
| Defensor Libertatis                         | Maximilian Schrems                                                                | Betreiben der Seite Europe vs. Facebook                                                                                  |
| Sonderpreis für ein „lebenslanges Ärgernis“ | Mark Zuckerberg, Facebook-Gründer                                                 | Umgang mit Datenschutz                                                                                                   |

##### 2012
Die Verleihung fand am 25. Oktober 2012 im Rabenhof Theater in Wien statt.
| Kategorie                                   | Empfänger                                                       | Begründung                                                              |
| ------------------------------------------- | --------------------------------------------------------------- | ----------------------------------------------------------------------- |
| Business und Finanzen                       | Frank Wartenberg, IMS Health                                    | Die vollständige Analyse und Vermarktung des gläsernen Patienten        |
| Politik                                     | Johann Maier (Politiker, Mai 1952), Vorsitzender Datenschutzrat | Diener zweier Herren mit menschlichen Bedürfnissen                      |
| Behörden und Verwaltung                     | Nationalratspräsidentin Mag. Barbara Prammer                    | Österreichischer Parlamentsserver vernadert Petitionsunterzeichner      |
| Kommunikation und Marketing                 | Kurt Schügerl, Digilight Werbe- und Netzwerk GmbH               | Wild Wild West – Steckbriefe auf den Infoscreen der ÖBB Bahnhöfe        |
| Globaler Datenhunger (neu seit 2012)        | Larry Page, Google Inc.                                         | Google – ein Account für alle Plattformen                               |
| Publikumspreis                              | Elektronische Gesundheitsakte (Österreich)                      |                                                                         |
| Defensor Libertatis                         | Jacob Appelbaum                                                 | in place of all developers of Tor                                       |
| Sonderpreis für ein „lebenslanges Ärgernis“ | Netzsperren in all ihren Variationen                            | für die Lobbyisten, die nicht und nicht aufhören wollen und profitieren |

##### 2013
Die Verleihung fand am 25. Oktober 2013 im Rabenhof Theater in Wien statt. Das diesjährige Motto „Yes we scan“ lehnte sich pointiert an den populären Wahlkampfslogan von Barack Obama (Yes We Can) an.
| Kategorie                                   | Empfänger                                                      | Begründung |
| ------------------------------------------- | -------------------------------------------------------------- | --- |
| Business und Finanzen                       | Steve Ballmer, Microsoft                                       | „Mit der Sprach- und Gestensteuerung der Xbox One komme die Totalüberwachung quasi ins Wohnzimmer.“ |
| Politik                                     | Werner Faymann, Bundeskanzler                                  | „Wo in anderen Ländern zumindest Empörung über das Ausmaß der von Edward Snowden aufgedeckten, weltweiten Internetüberwachung des US-Geheimdiensts NSA herrscht, wird in Österreich einfach konsequent geschwiegen.“ |
| Behörden und Verwaltung                     | Beatrix Karl als Mitglied der Bundesregierung                  | Ausgezeichnet wird sie für den technisch vollkommen untauglichen Versuch eine offizielle Whistleblower-Plattform aufzuziehen.                                                                                        |
| Kommunikation und Marketing                 | Mark Shuttleworth, Ubuntu-Linux-Gründer                        | „… für die Integration von Amazon.com-Suchergebnissen in den Desktop“ |
| Globaler Datenhunger (neu seit 2012)        | Hamadoun Touré, ITU, Sonderorganisation der Vereinten Nationen | Diese hat ein Regelwerk erstellt, das mit der offiziellen Standardisierung von Schnüffelmethoden wie der „Deep Packet Inspection“ die Prinzipien der UN-Menschenrechtscharta auf technischer Ebene aushebelt.        |
| Sonderpreis für ein „lebenslanges Ärgernis“ | National Security Agency (NSA)                                 | Die die weltweite Kommunikation – vom Telefonnetz bis zum Internetverkehr – in einem Ausmaß überwacht, der selbst bei scharfen KritikerInnen zum Teil noch die eine oder andere Überraschung auslöste.               |

##### 2014
Die Verleihung fand am 25. Oktober 2014 im Rabenhof Theater in Wien statt. Das Motto lautete Keine Macht Spionen
| Kategorie                                   | Empfänger                                                | Begründung                                                                  |
| ------------------------------------------- | -------------------------------------------------------- | --------------------------------------------------------------------------- |
| Business und Finanzen                       | Universität Salzburg                                     | 18.000 Studenten der Universität müssen Google-Services nutzen              |
| Politik                                     | Siim Kallas und Neelie Kroes, EU-Kommissare              | EU-weite Überwachungsinfrastruktur mit dem automatischen Notrufsystem ECall |
| Behörden und Verwaltung                     | Gabriele Heinisch-Hosek als Mitglied der Bundesregierung | BIFIE-Datenleck und zweifelhafte Studien                                    |
| Kommunikation und Marketing                 | LG Electronics                                           | Automatische Datenübertragung von Smart-TV-Geräten an den Hersteller        |
| Globaler Datenhunger (neu seit 2012)        | Facebook                                                 | Psycho-Experimente mit seinen Mitgliedern                                   |
| Sonderpreis für ein „lebenslanges Ärgernis“ | ELGA                                                     | Beteiligung von NSA-naher Firmentochter an ELGA                             |

##### 2015
Die Verleihung fand am 25. Oktober 2015 im Rabenhof Theater in Wien statt.
| Kategorie                   | Empfänger                            | Begründung |
| --------------------------- | ------------------------------------ | --- |
| Business und Finanzen       | Uniqa Insurance Group                | Uniqa Safeline, für fahrprofilabhängige Versicherungstarife |
| Politik                     | Innenministerin Johanna Mikl-Leitner | für das Staatsschutzgesetz |
| Behörden und Verwaltung     | Linz AG                              | für die zwingende Umstellung auf Smart-Meter |
| Kommunikation und Marketing | Mattel                               | für Kinderspielzeug, das den Spieler via Mikrofon aufnimmt und die Aufnahme den Eltern zur Verfügung stellt                                                                      |
| Globaler Datenhunger        | Facebook                             | für das Patent, welches Kreditscoring über die Freunde des Users möglich machen soll                                                                                             |
| „Lifetime Award“            | Sozialminister Rudolf Hundstorfer    | stellvertretend für Nominierungen der vergangenen Jahre im Sozialbereich, etwa für Zugriffe durch das Arbeitsmarktservice auf Informationen zur Staatsbürgerschaft seiner Kunden |

##### 2016
Die Verleihung fand unter dem Motto Das Schweigen der Lemminge am 25. Oktober 2016 im Rabenhof Theater in Wien statt. Durch die Gala führte eSeL Lorenz Seidler. Showeinlagen kamen von der Band Rammelhof.
| Kategorie                       | Empfänger                                                  | Begründung |
| ------------------------------- | ---------------------------------------------------------- | --- |
| Business und Finanzen           | BMW Austria GmbH                                           | BMW ConnectedDrive für die umfassende Speicherung des Nutzungsverhaltens                                                    |
| Politik                         | Justizminister Wolfgang Brandstetter                       | für den immer wieder aufkeimenden Wunsch nach einem Staatstrojaner                                                          |
| Behörden und Verwaltung         | Reinhard Posch, Chief Information Officer (CIO) des Bundes | für die als nicht ganz sicher erachtete Handy-Signatur                                                                      |
| Kommunikation und Marketing     | Young Enterprises Media GmbH                               | für die App Schoolfox, welche das Mitteilungsheft ersetzen soll und personalisierte Werbung bietet                          |
| Weltweiter Datenhunger          | Google                                                     | für die standardmäßig nicht verschlüsselte Kommunikation des neuen Messengers Google Allo und des Mitlesens der Nachrichten |
| People’s Choice – die Volkswahl | Bundestrojaner                                             | welcher auf Patrouille im Darknet geschickt werden soll                                                                     |

##### 2017
Die Verleihung fand am 25. Oktober 2017 im Rabenhof Theater in Wien statt.
| Kategorie                   | Empfänger                      | Begründung |
| --------------------------- | ------------------------------ | --- |
| Business und Finanzen       | Grazer Bäcker Martin Auer      | für die Einrichtung einer Filiale, in der ausschließlich bargeldloser Zahlungsverkehr möglich ist                                  |
| Politik                     | Innenminister Wolfgang Sobotka | für seinen Forderungskatalog nach neuen Überwachungsmaßnahmen                                                                      |
| Behörden und Verwaltung     | World Wide Web Consortium      | für die Einführung des DRM-Systems Encrypted Media Extensions EME als Webstandard                                                  |
| Kommunikation und Marketing | Facebook                       | für die Filterung nach Zielgruppen für Werbekunden nach Hunderten Kriterien und der Möglichkeit von Dark-Posts / Unpublished Posts |
| Weltweiter Datenhunger      | Amazon Echo                    | |

##### 2018
Die Verleihung fand am 25. Oktober 2018 im Rabenhof Theater in Wien statt.
| Kategorie                   | Empfänger                                        | Begründung |
| --------------------------- | ------------------------------------------------ | --- |
| Business und Finanzen       | Medtronic                                        | für eine über 1,5 Jahre bekannte Firmware-Schwachstelle in Herzschrittmachern ohne Update                                 |
| Politik                     | Axel Voss                                        | für einen EU-Gesetzesentwurf, der unter anderem Upload-Filter und Leistungsschutzrecht beinhaltet                         |
| Behörden und Verwaltung     | Magistratsabteilung 67 (Parkraumbewirtschaftung) | für elektronische Parkpickerl und damit verbunden ein Bewegungsprofil für alle im öffentlichen Raum abgestellten Autos    |
| Kommunikation und Marketing | Bayer Austria und Philip Morris International    | für ihre Pläne, Werbung mithilfe von Gesichtsscannern in Apotheken und Trafiken an Zielgruppen zu bringen                 |
| Weltweiter Datenhunger      | Facebook                                         | für Vorkommnisse vom Cambridge-Analytica-Datenskandal bis hin zu versehentlich angezeigten Daten von 14 Millionen Nutzern |

##### 2019
Die Verleihung fand am 25. Oktober 2019 im Rabenhof Theater in Wien statt.
| Kategorie                   | Empfänger              | Begründung                                                       |
| --------------------------- | ---------------------- | ---------------------------------------------------------------- |
| Business und Finanzen       | Österreichische Post   | für den Algorithmus, mit dem die Parteiaffinität errechnet wurde |
| Politik                     | Bundesregierung Kurz I | für die Klarnamenpflicht und SIM-Registrierung                   |
| Behörden und Verwaltung     | Seebad Weiden am See   | für die Handvenenerkennung für Jahreskartenbesitzer              |
| Kommunikation und Marketing | Jö Bonus Club          |                                                                  |
| Weltweiter Datenhunger      | Microsoft              | für das Abhören von Skype-Gesprächen                             |

#### Seit 2020

##### 2020
Die Verleihung fand am 25. Oktober 2020 im Rabenhof Theater in Wien statt.
| Kategorie                   | Empfänger        | Begründung                                                                                |
| --------------------------- | ---------------- | ----------------------------------------------------------------------------------------- |
| Business und Finanzen       | Debitkarte       | für Kreditkartenzahlung über eine amerikanische Zahlungsplattform statt der Bankomatkarte |
| Politik                     | Polizei          | für die Gesichtserkennung mittels Künstlicher Intelligenz                                 |
| Behörden und Verwaltung     | Corona-Förderung | wegen der Förderung über die Wirtschaftskammer statt über das Finanzamt                   |
| Kommunikation und Marketing | Lernsieg-App     | wegen öffentliche Bewertung einzelner Lehrer ohne Zustimmung der Betroffenen              |
| Weltweiter Datenhunger      | diverse Apps     | für das Ausspionieren der Zwischenablage bei der Copy&Paste-Funktion                      |

##### 2021
Die Verleihung fand am 25. Oktober 2021 im Rabenhof Theater in Wien statt.
| Kategorie                   | Empfänger             | Begründung                                                                                        |
| --------------------------- | --------------------- | ------------------------------------------------------------------------------------------------- |
| Business und Finanzen       | Microsoft             | für Microsoft Workplace Analytics zur Analyse von Beschäftigten und deren Aktivitäten             |
| Politik                     | Franz Hörl            | für die Verharmlosung des Datenlecks rund um geleakte PCR-Testergebnisse                          |
| Behörden und Verwaltung     | Institute der TU Wien | für Online-Prüfungen mit Kameras, die einen Großteil des privaten Zimmers überblicken             |
| Kommunikation und Marketing | Facebook              | für das Aussperren eines Forschungsprojektes zur Transparenz von politischer Werbung auf Facebook |
| Weltweiter Datenhunger      | Euro Cloud            | neben europäischen Firmen seien auch Google, Microsoft, Amazon AWS sowie Palantir beteiligt       |

##### 2022
Die Verleihung fand am 25. Oktober 2022 im Rabenhof Theater in Wien statt.
| Kategorie                   | Empfänger                     | Begründung |
| --------------------------- | ----------------------------- | --- |
| Business und Finanzen       | PimEyes                       | für die Möglichkeit, zahlenden Kunden über ein Foto von einem Handy oder einer Sicherheitskamera Links zu ähnlichen oder identischen Gesichtern im Netz zu liefern |
| Politik                     | EU-Kommissarin Ylva Johansson | für eine EU-Verordnung, die den Schutz der privaten Kommunikation aushebeln soll ohne Verdacht oder Gerichtsbeschluss                                              |
| Behörden und Verwaltung     | Rat für Justiz und Inneres    | für sein Engagement, Europol die Befugnis zu verschaffen, massenhaft unverdächtige Personen zu überwachen                                                          |
| Kommunikation und Marketing | TikTok                        | für den In-App-Browser, der es erlaubt, Tastatur- und Toucheingaben mitzulesen und zu protokollieren                                                               |
| Weltweiter Datenhunger      | Amazon                        | für den Einstieg bei der US-Polikliniken-Kette One Medical mit gleichzeitiger Übernahme riesiger Datenmengen                                                       |

#### 2023
Die Verleihung sollte am 25. Oktober 2023 in der Kulisse in Wien stattfinden, wurde jedoch abgesagt.

### Schweiz

#### 2000 bis 2009

##### 2000
Die Verleihung fand am 26. Oktober 2000 in der Roten Fabrik in Zürich statt.
| Kategorie                    | Empfänger         | Begründung |
| ---------------------------- | ----------------- | --- |
| Staat                        | VBS               | Spionageprojekt SATOS 3                                                                                                |
| Business                     | Hoffmann-La Roche | Obligatorische Urintests ihrer Lehrlinge                                                                               |
| Kommunikation                | Swisscom          | Standorttracking von Natels                                                                                            |
| Lebenswerk                   | Urs von Däniken   | Langjähriger Chef Dienst für Analysen und Prävention bei der Bundespolizei.                                            |
| Winkelried (Positiver Preis) | Herr F.           | Er weigerte sich, während des Golfkrieges illegale Listen von Irakern zu erstellen und wurde als Lohn dafür entlassen. |

##### 2001
Die Verleihung fand am 26. Oktober 2001 im Clubraum der Roten Fabrik in Zürich statt.
| Kategorie                    | Empfänger                                                                                 | Begründung                                                                                             |
| ---------------------------- | ----------------------------------------------------------------------------------------- | --- |
| Staat                        | Konferenz der Kantonalen Polizeikommandanten                                              | Bemühungen um eine Vernetzung ihrer Datensysteme                                                       |
| Business                     | Krankenkasse Swica                                                                        | Computerprogramm zum Absenzenmanagement                                                                |
| Kommunikation                | Militärischer Nachrichtendienst                                                           | Satellitenabhorchanlage Onyx                                                                           |
| Lebenswerk                   | -                                                                                         | Dieses Jahr konnte die Jury keinen Lebenswerk-Award für besonders hartnäckige Beschnüffelung vergeben. |
| Winkelried (Positiver Preis) | Michael Jordi, Gewerkschaft VPOD Nicht namentlich genannte Angestellte eines Call Centers | Sie wehrten sich gegen die Überwachung am Arbeitsplatz                                                 |

##### 2002
Die Verleihung fand am 29. Oktober 2002 im Casinotheater Winterthur in Winterthur statt.
| Kategorie                    | Empfänger                                                 | Begründung |
| ---------------------------- | --------------------------------------------------------- | --- |
| Staat                        | Kantonspolizei Zürich                                     | Datenbank «Joufara II» |
| Business                     | Firma Q-SYS, St. Gallen                                   | Datensammlung mit Rai/Rug |
| Kommunikation                | Adrien De Werra, Chef DBA (Dienst für besondere Aufgaben) | Anpassungen an Überwachungsgesetz |
| Lebenswerk                   | Club de Berne                                             | Die 1971 gegründete Organisation umfasst Geheimdienstchefs von 19 Staaten, die außerhalb jeglicher politischer Kontrolle Daten austauschen. |
| Winkelried (Positiver Preis) | Bert Setzer (Pseudonym)                                   | 4Q-Karte |

##### 2003
Die Verleihung fand am 1. November 2003 im Dachstock der Reithalle in Bern statt.
| Kategorie                    | Empfänger                                              | Begründung |
| ---------------------------- | ------------------------------------------------------ | --- |
| Staat                        | Samuel Schmid, Bundesrat VBS                           | Rekrutenbefragung bei Aushebung |
| Business                     | Orange Communications, St. Gallen                      | Mitarbeiterfichen |
| Kommunikation                | Untersuchungsrichter Jean Treccani, Lausanne           | Handy-Rasterfahndung |
| Lebenswerk                   | Hans-Ulrich Helfer, Presdok AG, Zürich                 | Ein unermüdlicher „Kalter Krieger“ in Sachen Spitzelei.                                                                                  |
| Winkelried (Positiver Preis) | Annina Rüst Salomé Rebekka Zollinger Daniel Costantino | Verschwörungsgenerator SuperVillainizer Aufdecken der geheimen Datenbank bei der Winterthur Veröffentlichung von Rekrutierungsfragebögen |

##### 2004
Die Verleihung fand am 16. Oktober 2004 in der Steeltec-Halle in Emmenbrücke statt.
| Kategorie                    | Empfänger                                                | Begründung                                                                             |
| ---------------------------- | -------------------------------------------------------- | -------------------------------------------------------------------------------------- |
| Staat                        | Korpskommandant Hansruedi Fehrlin, Luftwaffe             | Einsatz von unbemannten Überwachungsdrohnen                                            |
| Business                     | Santésuisse – Verband der Krankenversicherer der Schweiz | Durchsetzung des neuen Tarifsystems Tarmed                                             |
| Arbeitsplatz                 | Stadtpolizei Zürich                                      | Heimliche Überwachung des E-Mail-Verkehrs von Angestellten                             |
| Lebenswerk                   | Josef Leu (CVP), Nationalrat                             | Einsatz seit Jahren im Parlament für mehr Überwachung                                  |
| Winkelried (Positiver Preis) | Daniele Jenni, Rechtsanwalt                              | Unter anderem Klage gegen Bündner Kantonspolizei, welche Demonstrierende fichiert hat. |

##### 2005
Die Verleihung fand am 29. Oktober 2005 in der Roten Fabrik in Zürich statt.
| Kategorie                     | Empfänger                        | Begründung                      |
| ----------------------------- | -------------------------------- | ------------------------------- |
| Staat                         | Gemeinde Emmen                   | Sozialinspektor                 |
| Business                      | Postfinance                      | Datenweitergabe an USA          |
| Arbeitsplatz                  | Bundesanwalt Valentin Roschacher | Papierkorb-Schnüffelei          |
| Lebenswerk                    | Jürg Scherrer                    | Engagement für Videoüberwachung |
| Publikumspreis (Positivpreis) | augenauf Zürich, Basel und Bern  | Prepaid-Handy-Aktion            |

##### 2006
Die Verleihung fand am 16. November 2006 im Kulturzentrum Sudhaus in Basel statt.
| Kategorie                     | Empfänger                                                | Begründung                                                                        |
| ----------------------------- | -------------------------------------------------------- | --------------------------------------------------------------------------------- |
| Staat                         | Gesamtbundesrat, vertreten durch Bundesrat Blocher, EJPD | Revision BWIS-II „Bundesgesetz über Maßnahmen zur Wahrung der inneren Sicherheit“ |
| Business                      | Krankenkasse CSS                                         | Zugriff auf sensible Patientendaten                                               |
| Arbeitsplatz                  | Media-Markt Dietikon                                     | Videoüberwachung Mitarbeiter                                                      |
| Lebenswerk                    | Hans Wegmüller, Direktor des Militärgeheimdiensts SND    |                                                                                   |
| Publikumspreis (Positivpreis) | Referendumskomitee BWIS                                  |                                                                                   |

##### 2007
Die Verleihung fand am 9. November 2007 im Palace in St. Gallen statt.
| Kategorie                     | Empfänger                            | Begründung                                                                                      |
| ----------------------------- | ------------------------------------ | ----------------------------------------------------------------------------------------------- |
| Staat                         | Bundesrat Christoph Blocher          | Vorlage für BWIS-II – Revision „Bundesgesetz über Maßnahmen zur Wahrung der inneren Sicherheit“ |
| Business                      | Krankenkasse Helsana                 | Fehlender Datenschutz bei Kontrollen („Gesundheits-Controlling“)                                |
| Arbeitsplatz                  | SBB und Bundesamt für Verkehr (BAV): | Drogentests ohne Verdacht bei Mitarbeitern                                                      |
| Lebenswerk                    | Bundesrat Christoph Blocher          | BWIS „Bundesgesetz über Maßnahmen zur Wahrung der inneren Sicherheit“                           |
| Publikumspreis (Positivpreis) | Thomas „BloggingTom“ Brühwiler       |                                                                                                 |

##### 2008
Die Verleihung fand am 18. Oktober 2008 im Tojo Theater in Bern statt.
| Kategorie                     | Empfänger                                     | Begründung                                         |
| ----------------------------- | --------------------------------------------- | -------------------------------------------------- |
| Staat                         | Fachgruppe 9 der Staatsanwaltschaft Basel     | Fichierung von Grossräten                          |
| Business                      | Securitas, Abteilung Investigation Services   | Bespitzelung von kritischen Gruppierungen          |
| Arbeitsplatz                  | Krankenkasse CSS                              | Absenzen-Kontrolle                                 |
| Lebenswerk                    | Kurt Trolliet, Staatsschutzbeamter, KaPo Bern | Präventive Verhaftung von Journalisten             |
| Publikumspreis (Positivpreis) | Bündnis Luzern für alle                       | Widerstand gegen Videoüberwachung und Rayonverbote |

##### 2009
Die Verleihung fand am 24. Oktober 2009 in der Roten Fabrik in Zürich statt.
| Kategorie                     | Empfänger                                                                                               | Begründung |
| ----------------------------- | --- | --- |
| Staat                         | Eidgenössisches Justiz- und Polizeidepartement, Dienst ÜPF -Überwachung des Post- und Fernmeldeverkehrs | Für die vollständige Echtzeitüberwachung des Internetverkehrs                                                                          |
| Business                      | Swisscom                                                                                                | Wegen des Zugriffs auf Router der Kunden                                                                                               |
| Arbeitsplatz                  | Berufsbildungsschule Winterthur, Erich Stutz (Rektor)                                                   | Wegen des Aufrufs an Anwohner der Schule zum Denunzieren von mutmaßlich Drogen konsumierenden oder die Umwelt verschmutzenden Schülern |
| Lebenswerk                    | Deltavista (ab 2013 CRIF)                                                                               | Stellvertretend für die kommerzielle Sammlung von Daten                                                                                |
| Publikumspreis (Positivpreis) | Studentengewerkschaft CUAE                                                                              | Für den Widerstand gegen die fremdenpolizeiliche Kontrolle von ausländischen Studierenden                                              |

#### 2010 bis 2018
Der Big Brother Award wurde während 10 Jahren in der Schweiz mangels Ressourcen nicht mehr ausgerichtet.

#### 2019
Für 2019 war wieder eine Verleihung geplant.
Diese fand am 29. August in der Universität Zürich statt.
| Kategorie                  | Empfänger                | Begründung                      |
| -------------------------- | ------------------------ | ------------------------------- |
| Staat                      | Kanton Zürich            | Überwachungsstaat               |
| Public-Private-Partnership | Bundesamt für Gesundheit | Elektronisches Patientendossier |
| Publikum                   | Postfinance              | Stimmerkennung                  |

#### Seit 2020
Seit 2020 fand keine Verleihung mehr statt.